# Frecce avvelenate
Frecce avvelenate (Rock Island Trail) è un film del 1950 diretto da Joseph Kane.
È un western statunitense con Forrest Tucker, Adele Mara, Lorna Gray, Bruce Cabot e Chill Wills. È basato sul romanzo del 1933 A Yankee Dared: A Romance of Our Railroads di Frank J. Nevins.

## Produzione
Il film, diretto da Joseph Kane su una sceneggiatura di James Edward Grant e un soggetto di Frank J. Nevins, fu prodotto da Paul Malvern, come produttore associato, per la Republic Pictures e girato da inizio settembre a metà ottobre 1949.

## Distribuzione
Il film fu distribuito con il titolo Rock Island Trail negli Stati Uniti dal 18 maggio 1950 (première a Davenport e Rock Island il 20 aprile) al cinema dalla Republic Pictures.
Altre distribuzioni:
- in Finlandia il 15 dicembre 1950 (Intiaanit hyökkäävät)
- in Germania Ovest il 15 dicembre 1950 (Mississippi-Express)
- in Svezia il 1º febbraio 1951 (Indianöverfallet vid Mississippi)
- in Austria il 25 dicembre 1951 (Mississippi-Express)
- in Danimarca il 17 marzo 1952 (Hvide blandt rødhuder)
- in Francia il 18 aprile 1952 (Mississippi-Express)
- in Brasile (A Fúria dos Peles Vermelhas)
- in Brasile (Rota Gloriosa)
- nel Regno Unito (Transcontinent Express)
- in Italia (Frecce avvelenate)
- nei Paesi Bassi (Trans continent express)

## Critica
Secondo il Morandini il film vanta "buoni sentimenti e ritmo svelto".